# Dwór w Parcicach
Dwór w Parcicach – zabytkowy, zrujnowany dwór oraz park znajdujący się w Parcicach w województwie łódzkim.

## Historia
Dwór został wybudowany w końcu XVIII wieku w stylu klasycystycznym, z czterokolumnowym portykiem i owalnym salonem na osi. Wcześniej mieściła się tutaj prawdopodobnie siedziba szlachecka Elżbiety Czartoryskiej, o czym miała świadczyć tablica nagrobkowa z 1623 roku, którą odnaleziono po II wojnie światowej i przewieziono na cmentarz w Czastarach. Późniejszym budowniczym był hrabia Leopold Trepka, gorący zwolennik kalwinizmu. Należały do niego również majątki w Młynisku, Łyskorni i w Mokrsku. Pod koniec życia, przeszedł na katolicyzm i wybudował własnym kosztem kościół w Czastarach, który wyświęcono w 1847 roku. Od niego majątek nabył Ferdynand Magnuski, który pochodził z okolic Sieradza. Miał dwóch synów: Władysława i Bolesława. Majątek w Parcicach odziedziczył Bolesław. Znany był z zarozumiałości i rozrzutności. Jeszcze za życia swojego ojca sprowadził z Francji inżynierów, którzy wytyczyli w parku klomby i aleje według francuskich wzorów. Prowadził w Parcicach hodowle koni półkrwi angielskiej. Na wystawie koni w Kaliszu w 1900 roku klacz "Kokietka" została nagrodzona srebrnym medalem.
Po rodzinie Magnuskich przez krótki czas właścicielami dworu była trójka Żydów z Wielunia, którzy kupili dwór na początku XX wieku. W 1925 roku majątek został kupiony przez Witolda Nowickiego – wtedy jeszcze dwór znajdował się w dobrym stanie technicznym. Nowicki był odpowiedzialny za rozbudowę budynku – zachodnia dobudówka powstała specjalnie dla jego schorowanej żony Anieli, której lekarz zalecił zmianę klimatu. Witold Nowicki był dobrym gospodarzem, na terenie parku urządzał polowania na bażanty, które sam wyhodował. Jeszcze przed wojną podjął się również budowy szkoły w Parcicach. W dworze zgromadził imponujących rozmiarów bibliotekę, została jednak zniszczona w trakcie okupacji hitlerowskiej. Przed wojną w parku urządzano tak zwane majówki dla mieszkańców całej wsi. W 1940 majątek przejęli Niemcy. Zarządcą dworu został Paul Tingenthal, który zamieszkał w nim wraz ze swoją córką Dorotą. Z zastanych 29 hektarów „powiększył” ziemie do ponad 100 hektarów, wywłaszczając okolicznych rolników. Tingenthal zginął podczas walk nad Wartą w styczniu 1945 roku, natomiast jego córka została zastrzelona podczas próby ucieczki. Po wojnie do dworu wróciła rodzina Nowickich. W latach 1945–1947 w budynku działała szkoła podstawowa. Po śmierci Witolda Nowickiego w 1955 majątek stał się własnością jego córki Zofii, która próbowała przez kilka lat samodzielnie gospodarować majątkiem, jednak było to ponad jej siły. Dworek wynajął i tworzył w nim pisarz Zbigniew Nienacki. W 1977 roku majątek został zakupiony przez ZSM Polmo. Już wtedy dwór znajdował się w złym stanie technicznym i Polmo mimo obietnic nie zrobiło nic, aby zapobiec dalszej dewastacji budynku. Planów było wiele, m.in. budowa ośrodka wypoczynkowego, jednak żaden z nich nie został zrealizowany. Pojedyncze pomieszczenia w dworze wynajęto rodzinom z Parcic. Stylowe piece kaflowe zostały rozebrane i w częściach sprzedane (część została odzyskana przez Muzeum w Wieluniu, obecnie 5 pieców znajduje się w Muzeum Wnętrz Dworskich w Ożarowie, lecz ich wygląd odbiega nieco od oryginałów), cały majątek, który znajdował się w dworze był stopniowo rozkradany. W 1989 roku majątek od Gminy Czastary (która stała się pełnoprawnym właścicielem dworu po nieodpłatnym przekazaniu go Skarbowi Państwa przez Polmo), kupiła Krystyna Gancarczyk-Hjorth. Jednym z warunków kupna było podjęcie się odbudowy dworu, niestety właścicielka w 1991 rozpoczęła „budowę”, która doprowadziła do ostatecznej ruiny całego majątku. Ekipa budowlana weszła do dworu, rozebrała dach i zaczęła wykopy w środku budynku, które poważnie naruszyły fundamenty. Wyglądało to jak poszukiwanie skarbów i wielu mieszkańców było przekonanych, że właśnie o to chodziło w tej „przebudowie”. W 1992 roku ekipa budowlana zniknęła, podobnie jak właścicielka majątku. Mimo wielu wezwań sądowych nigdy więcej nie pojawiła się już w Parcicach. W latach 90. XX w. zamieszkała w Szwecji. Oprócz dworu w Parcicach w 1988 r. zakupiła dwór w Bartodziejach, który również uległ zdewastowaniu. 
W 2008 roku dwór został sprzedany na licytacji lokalnemu przedsiębiorcy Józefowi Sutowi. Od tego roku na początku lipca w uporządkowanym parku dworskim odbywa się wystawa koni powiatu wieruszowskiego. W 2009 roku rozpadł się fronton dworu. Obecnie bardzo zaniedbany budynek prawie całkowicie uległ ruinie.
We dworze podziwiać można było stylową stolarkę drzwiową, posadzki, kominki i sztukaterie. Obok dworu znajdował się murowany spichlerz.
W obrębie parku znajdują się unikalne w skali Europy dwa platany kalifornijskie (Platanus racemosa) oraz bardzo stary dąb, którego obwód wynosi 6,25 m.

## Galeria

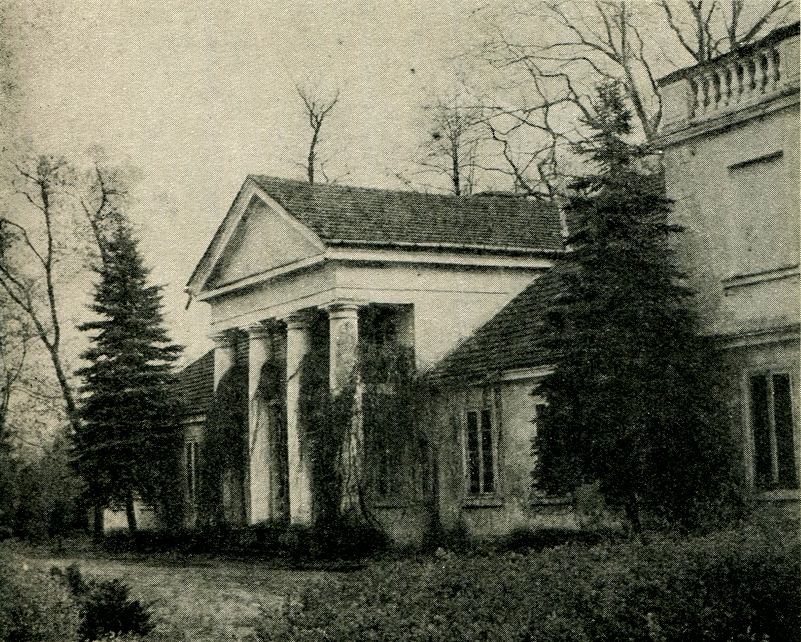
Dwór po rozbudowie dokonanej przez Witolda Nowickiego
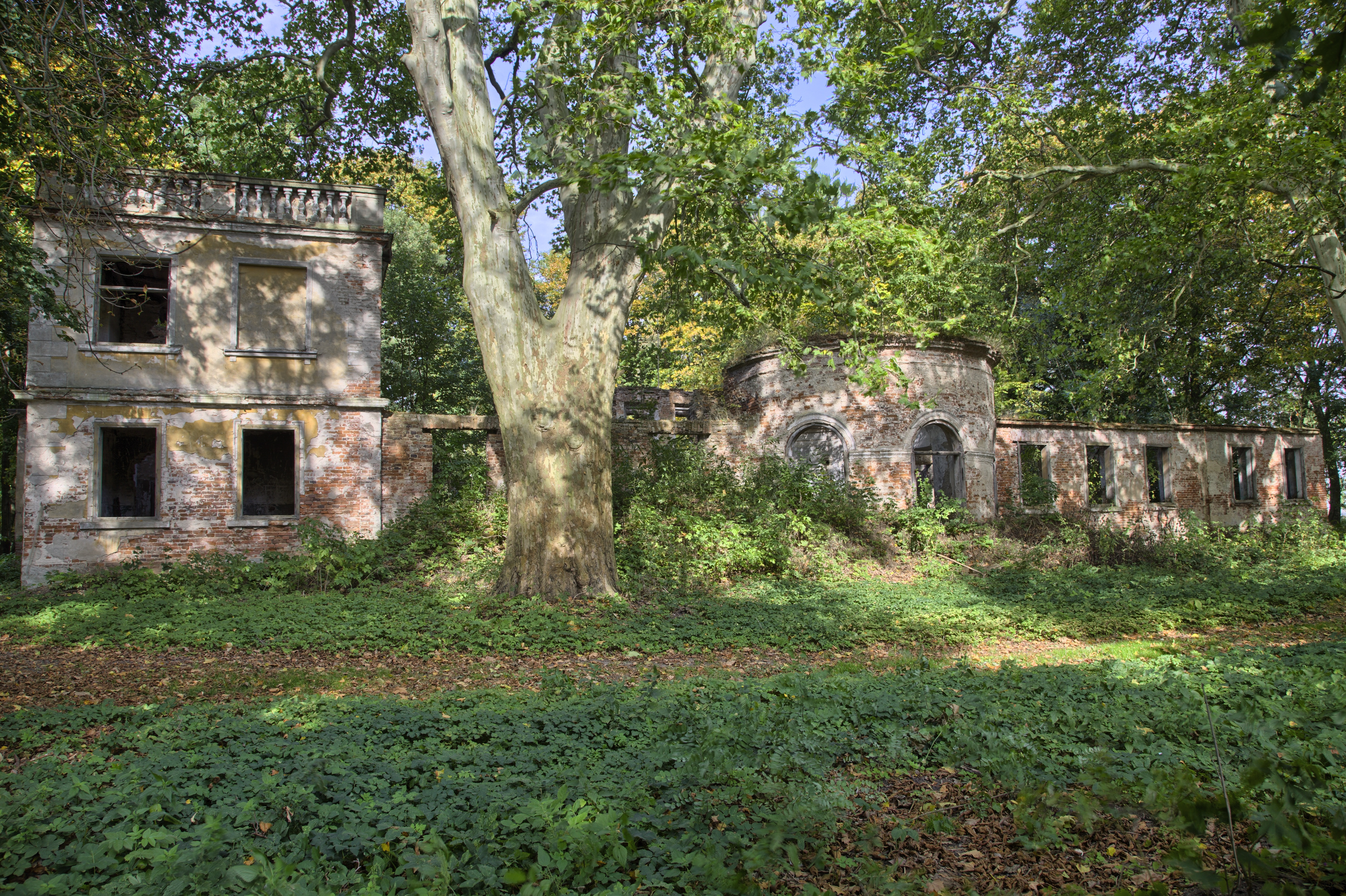
Południowa strona pałacu i jeden z dwóch platanów kalifornijskich
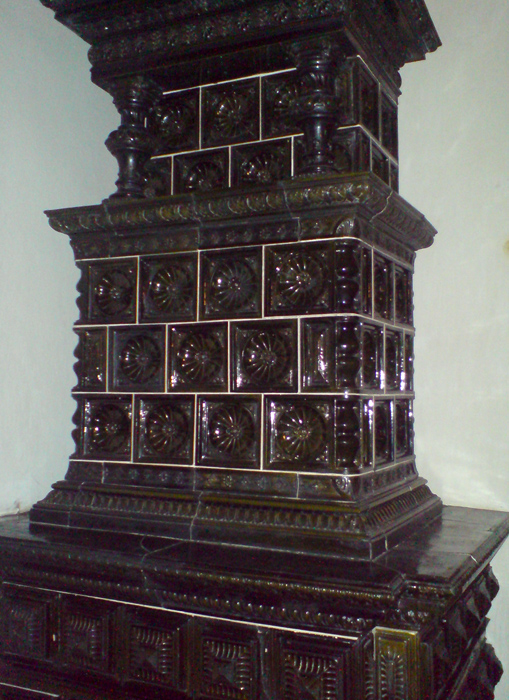
Piec kaflowy z dworu w Parcicach, obecnie znajdujący się w Muzeum Wnętrz Dworskich w Ożarowie